# 王成怀
王成怀（约1931年—），中华人民共和国政治人物，曾任中共天津市委常委，天津市科学技术委员会主任，天津市人大常委会副主任（1993年6月-1998年5月），天津市关心下一代工作委员会常务副主任。